# Schoenobius lanceolellus
Schoenobius lanceolellus là một loài bướm đêm trong họ Crambidae.